# Ingrid Kuntze

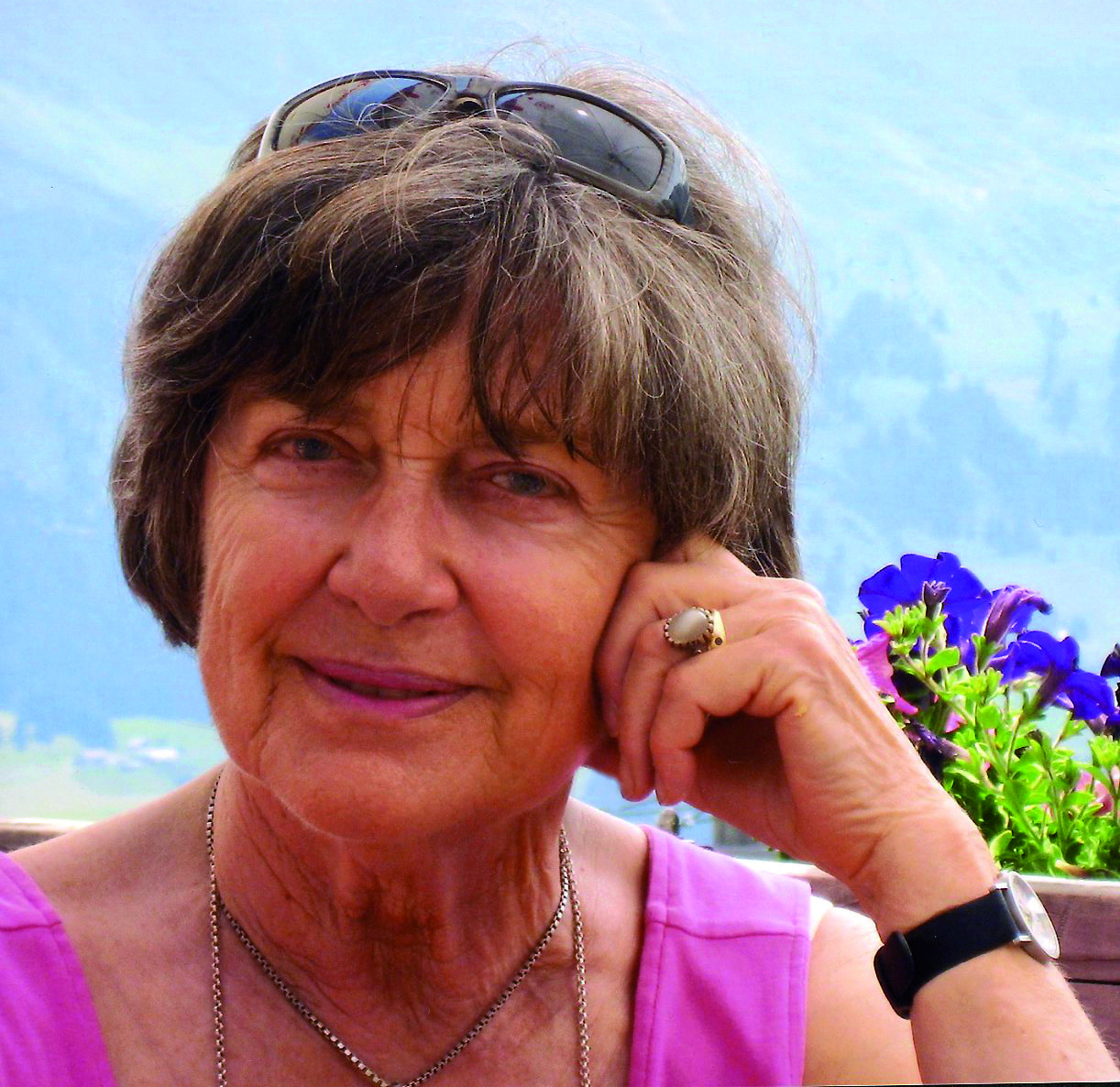
Ingrid Kuntze

Ingrid Kuntze (* 27. Juli 1935 in Mönchengladbach als Ingrid Gestermann) ist eine deutsche Musikerin und Musikpädagogin. Unter ihrer Leitung entwickelte sich die Städtische Musikschule Meerbusch zu einer der innovativsten Musikschulen Deutschlands. Zahlreiche Programme, die heute fest im Lehrplan des Bundesverbandes deutscher Musikschulen (VdM) verankert sind, wurden von Ingrid Kuntze mit initiiert.

## Leben und Wirken
Ingrid Kuntze wuchs in Büderich als Tochter des Künstler-Ehepaares Gestermann auf; der Vater Hans Paul Gestermann (1903–1989) war Diplomvolkswirt und Maler, die Mutter Anneliese Gestermann (1912–1999) Musikerin. Ihr Musikstudium absolvierte Ingrid Kuntze in Berlin und Düsseldorf: Klavier bei Franzpeter Goebels und Heinrich Elter, Cello bei Kurt Herzbruch. Im Jahr 1959 heiratete sie den Juristen Eberhard Kuntze (1931–2005) und 1963 zogen beide nach Osterath, wo Ingrid Kuntze bis heute lebt und wirkt. Sie hat zwei Kinder: Andreas Kuntze (* 1962), Intendant der Nordwestdeutschen Philharmonie, und Inken Kuntze-Osterwind (* 1965), Fotografin.
Kuntze gründete 1967 die Musikschule Osterath, die später mit der Musikschule Büderich zusammengelegt und 1970 im Zuge der kommunalen Neugliederung zur Städtischen Musikschule Meerbusch wurde. Diese leitete sie bis zu ihrer Pensionierung im Jahr 1995. Ihr moderner Führungsstil und ihre Kreativität prägten sowohl die Musikschularbeit als auch das Musik-Image der Stadt Meerbusch. Kuntzes Neuerungen setzten bundesdeutsche Maßstäbe und zählen heute zu den Standards der Musikpädagogik: Instrumentalunterricht in allen Fächern und Genres, musikalische Früherziehung, Gruppenunterricht, Musik mit Behinderten, Musikunterricht für Erwachsene sowie regelmäßige internationale Musik-Begegnungen und Austauschprogramme.
Seit 1997 arbeitet Ingrid Kuntze ehrenamtlich im Kulturbereich, organisiert Ausstellungen und unterstützt den Meerbuscher Kulturkreis (gegründet am 29. April 1980) bei zahlreichen Projekten.
Im Jahr 2000 gründete sie zum Andenken an ihre Mutter die Anneliese-Gestermann-Stiftung, heute Hans Paul- und Anneliese-Gestermann-Stiftung. Die Förderungen umfassen in erster Linie die Ensemble-Arbeit der Musikschule, darüber hinaus wurde auch eine Unterstützung anderer Musikschulbereiche vereinbart.

## Auszeichnungen
Am 22. Januar 1997 überreichte ihr der Landrat des Kreises Neuss, Dieter Patt, das Bundesverdienstkreuz am Bande (vorgeschlagen vom damaligen Ministerpräsidenten NRW, Johannes Rau) für ihre außergewöhnlichen Leistungen im Bereich musikalischer Jugendbildung und ihre zahlreichen damit verbundenen Ehrenämter. Ein Jahr später wurde sie vom Verband deutscher Musikschulen mit der Goldenen Stimmgabel für verdienstvolle ehrenamtliche Tätigkeiten ausgezeichnet, im Jahr 1985 erhielt sie die Franz Schütz-Plakette und im August 2022 die Verdienstplakette der Stadt Meerbusch.
In ihrer Ära als Musikschulleiterin gewannen zahlreiche Musikschüler und Musikensembles der Städtischen Musikschule Meerbusch hochkarätige Musikpreise, vor allem bei den Wettbewerben Jugend musiziert, sowohl auf Landes- als auch auf Bundesebene. Etliche der damaligen Preisträger schlugen später eine Profi-Musiklaufbahn ein und wurden Orchestermusiker, Musikpädagogen, Dirigenten oder Komponisten. Ein besonders großer Erfolg waren:
- 1972 der Erste Preis beim Bundeswettbewerb Jugend musiziert für das Meerbuscher Streichquartett (Petra Müllejans, Martin Blomenkamp[12], Axel Breuch und Walter Gödde), Leitung: Reinhart von Gutzeit
- 1974 der Erste Preis beim Bundeswettbewerb Jugend musiziert für das Meerbuscher Klavierquartett (Christian Schulte-Uentrop, Susanne Mix, Ulrike Mix und Thomas Blomenkamp[13]), Leitung: Wolfgang Richter
- 1975 der Erste Preis mit besonderer Belobigung durch den Belgischen Kultusminister für das Meerbuscher Orchester und erster Preis für die Folkloregruppe[14] von Helga Romberg beim Musikfestival in Neerpelt (Belgien)

## Innovationen

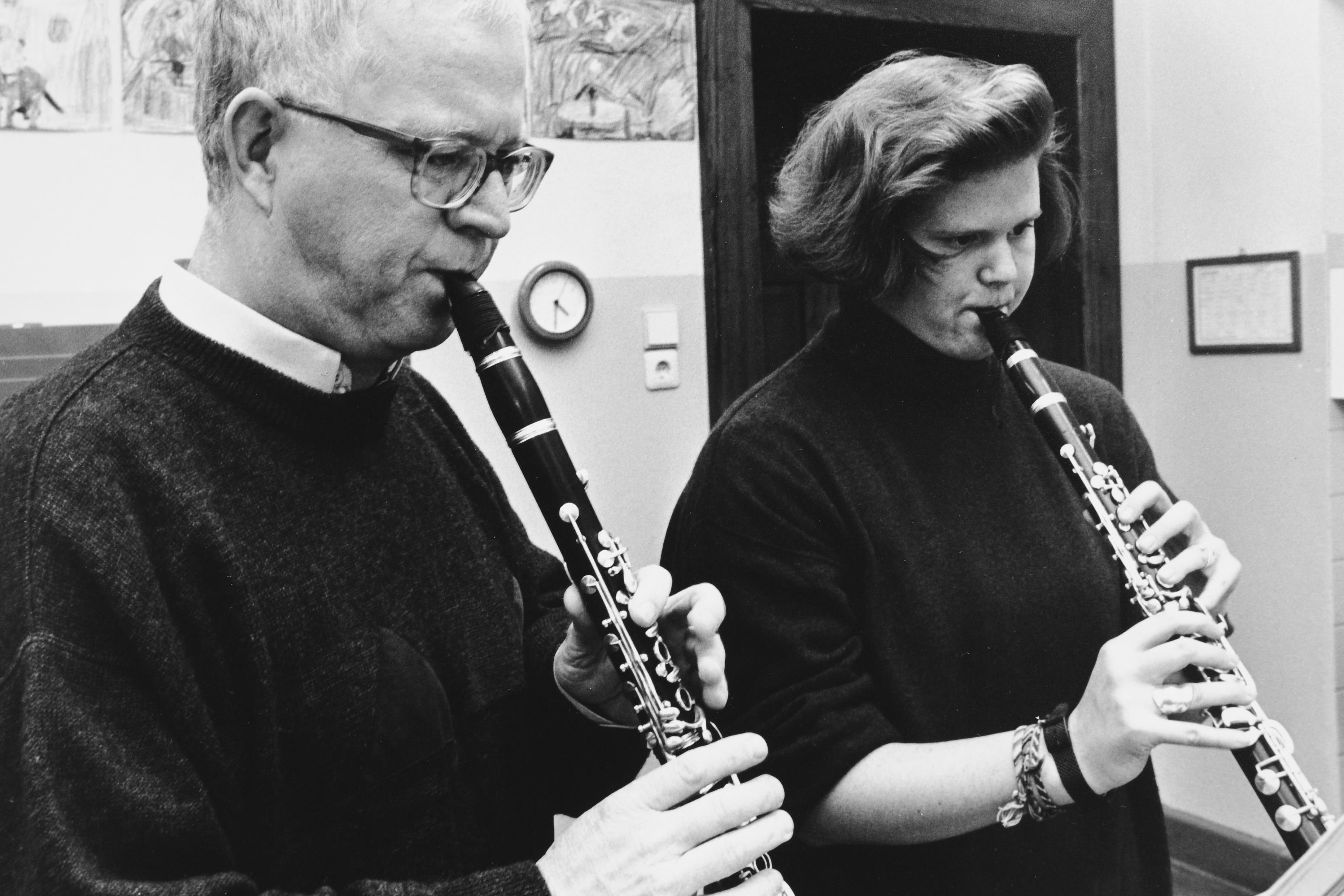
Klarinettenklasse Walter Jordans, 2006

Zahlreiche musikalische Initiativen der Städtischen Musikschule Meerbusch waren in den 1970er und 1980er Jahren bahnbrechend für das bundesdeutsche Musikschulwesen und die Musikpädagogik. Ingrid Kuntze ermöglichte ihren Musikschülern und Musikschuldozenten auch außerhalb der Schulzeit intensive Probenphasen und initiierte im Jahr 1971 erstmals eine Arbeits- und Begegnungswoche während der Sommerferien im badischen Tiengen. Zum Dozententeam gehörten neben den Meerbuscher Lehrkräften Ingrid Kuntze, Reinhart von Gutzeit, Walter Jordans, Wolfgang Richter, Reinhardt Roebers und Helga Romberg auch der Geiger Axel Gerhardt von den Berliner Philharmonikern.
Als Netzwerkerin sorgte Kuntze stets für eine Einbindung sämtlicher Initiativen ihrer Musikschule in das allgemeine Leben der Stadt Meerbusch. Öffentlichkeitsarbeit, die Kooperation mit unterschiedlichsten kommunalen Partnern sowie strategisch geplante Großveranstaltungen im Dienste der Musik waren damals in Deutschland noch selten – in Meerbusch hingegen tägliche Musikpraxis. So kam es
- 1978  zur Initialzündung und Organisation der Kinderkulturwoche für alle Bereiche jugendlicher Aktivitäten in Sachen „Kultur“ in Meerbusch
- 1979 zur Gründung der Meerbuscher Camerata (Leitung Walter Jordans[16]) und des Meerbuscher Kammerorchesters (Leitung Wolfgang Richter) als Ensembles für Lehrer, ehemalige Musikschüler und Schüler
- 1980 zum ersten Landeswettbewerb NRW Jugend & Folklore in Meerbusch, Schirmherrschaft Kultusminister Girgensohn
- ab 1983 zu Fortbildungskursen für Dozenten in der Städtischen Musikschule. Den Anfang machten Professor Siegfried Pank (Cello, Gambe), Joan Dickson (Cello) und Inge Henderson (Alexandertechnik)
- seit 1985 zu Musik mit Behinderten und von Behinderung Bedrohten
- seit 1988 zu Angeboten in der musikalischen Erwachsenenbildung

## Internationale Musikbegegnungen
Dass Musik als Welt-Sprache geografische, politische oder kulturelle Grenzen überwinden kann, ist heute eine Selbstverständlichkeit, vor allem im professionellen Musikgeschäft. Auf dem Gebiet musikalischer Breitenarbeit mit Laien leistete die Musikschule Meerbusch in der Zeit von Ingrid Kuntze in diesem Punkt Pionierarbeit und initiierte interkulturelle Musikbegegnungen für Musikschüler und -liebhaber seit dem Jahr 1975. Erstmals konzertierte eine Folkloregruppe von Helga Romberg auf Einladung der Bundesvereinigung Kulturelle Kinder- und Jugendbildung in Japan. Im Austausch musizierten 25 junge Japaner in Meerbusch und wohnten in Meerbuscher Gastfamilien.
1981 reiste Ingrid Kuntze auf Veranlassung des Innenministeriums der BRD mit einer Delegation ausgewählter Kulturvertreter in mehrere finnische Städte, mit dem Ziel, an das deutsch-finnische Kulturabkommen wieder neu anzuknüpfen. Ein Jahr später war Finnland zu Gast in Meerbusch (mit Konzerten und Ausstellungen), und die Folkloregruppe Bon-Bon ging auf Konzertreise nach Finnland. Im Europäischen Jahr der Musik und Internationalen Jahr der Jugend 1985 nahmen mehrere Meerbuscher Musikschulgruppen gemeinsam mit ihren finnischen Musikfreunden aus Kaustinen am Ersten Europäischen Musikfest der Jugend im Olympiastadion München teil.
1990 wurde der  Partnerschaftsvertrag zwischen der Städtischen Musikschule Meerbusch und dem Musikgymnasium Kaustinen von den beiden Bürgermeistern Dr. Lothar Beseler (Meerbusch) und Altti Seikkula (Kaustinen) in Anwesenheit des Meerbuscher Kammerorchesters und der Holzbläser in Finnland unterzeichnet. In den folgenden Jahren reisten im Wechsel Meerbuscher Musikschüler nach Finnland und finnische nach Meerbusch. Viele Freundschaften entwickelten sich über Generationen. Ein Höhepunkt war die Aufführung des Musicals Hair durch finnische Schüler in Meerbusch und die Aufführung der Prager Sinfonie von Wolfgang Amadeus Mozart mit deutschen und finnischen Jugendlichen in Kaustinen.
Weitere Meilensteine internationaler Musikbegegnungen waren:
- 1979 ein Austauschkonzert mit der belgischen Stadt Vilvoorde
- 1979 der Dritte Landeswettbewerb Jugend & Folklore  in Meerbusch. Drei bretonische Folkloregruppen (aus Morlaix, Port l’Abbé und Fouesnant) gastierten in Meerbusch
- 1979 ein Gastkonzert der Gruppe Hallimasch, Leitung Hans Engstfeld, auf Einladung der  Bundesvereinigung Kulturelle Kinder- und Jugendbildung in Moskau
- 1988  eine Reise der Gruppe Häns Fäns, Leitung Hans Engstfeld, auf Einladung der Jeunesses Musicales[18] nach Paris
- eine USA-Gastspielreise der Meerbuscher Holzbläser und der Folkloregruppe Chac mit ihren Lehrern Walter Jordans und Helga Romberg auf Einladung des Deutsch-Amerikanischen Nationalkongresses

## Verband deutscher Musikschulen (VdM)
Im Jahr 1976 wurde Ingrid Kuntze in den Vorstand des Landesverbandes der Musikschulen NRW gewählt und hat sowohl die Lobbyarbeit des Verbandes als auch musikpädagogische Neuerungen gezielt unterstützt. 1977 beteiligte sie sich mit ihrer Musikschule Meerbusch zum Beispiel am bundesweiten Modellversuch Gruppenunterricht des VdM. Lange bevor der Modellversuch Musik mit Behinderten vom VdM auf Bundesebene durchgeführt wurde, integrierte sie behinderte Kinder in Musik-Gruppen mit Nichtbehinderten und ermutigte ihre Musikschul-Lehrer, neue pädagogische Wege zu gehen. Von 1991 bis 2002 übernahm sie das Pressereferat des Verbandes deutscher Musikschulen in Bonn, um die Bedeutung und Strahlkraft der Musikerziehung von Kindern auch auf diesem Wege weiter in der Öffentlichkeit zu verankern.

## Meerbuscher Kulturkreis

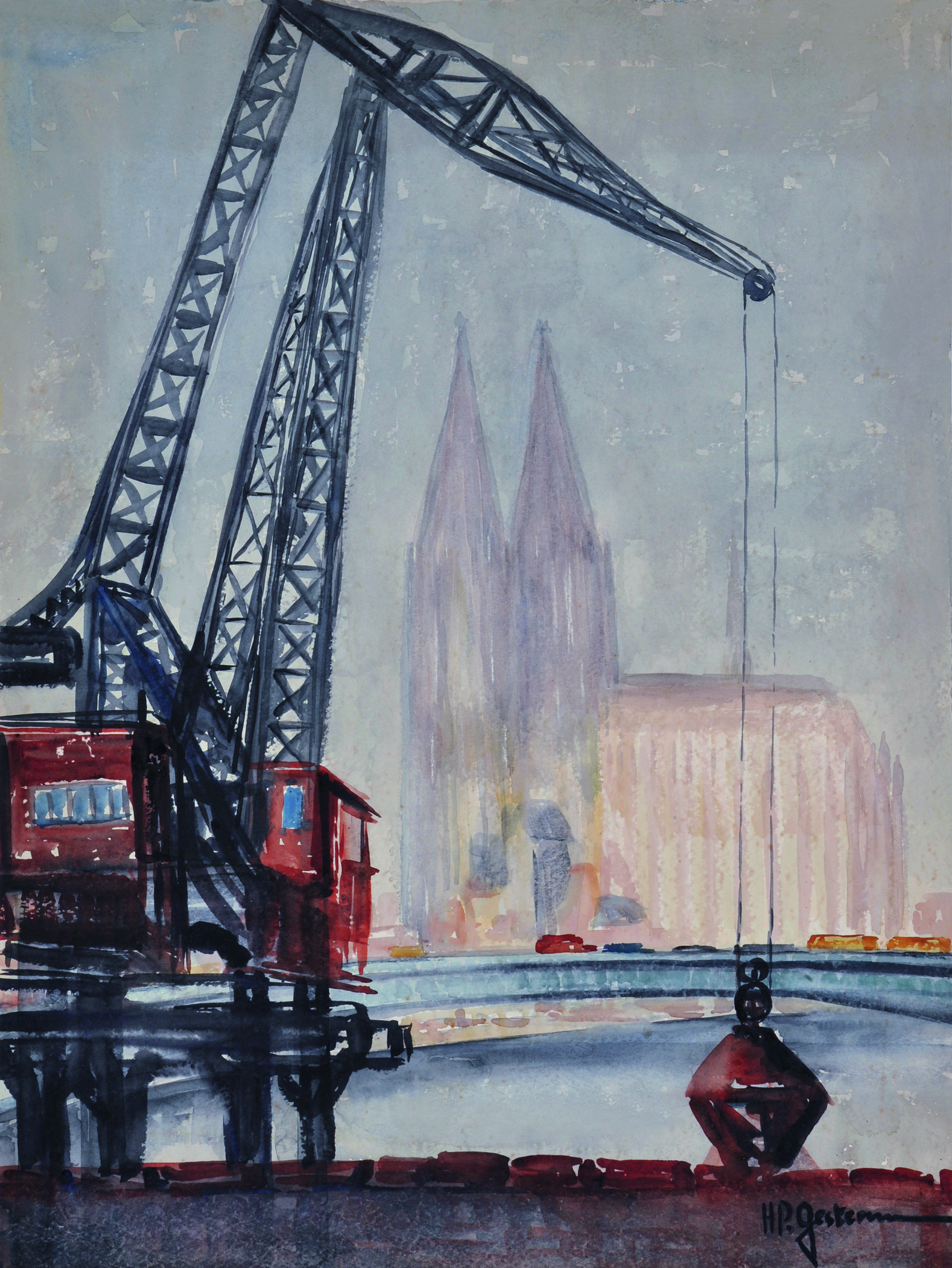
„Kran in Köln“ von Hans Paul Gestermann (zwischen 1950 und 1960)

Auf Initiative des Kulturdezernenten der Stadt Meerbusch, Stephan Grüter, entstand 1980 der Meerbuscher Kulturkreis, Ingrid Kuntze zählte gemeinsam mit ihrem kulturpolitisch interessierten Ehemann zu den Gründungsmitgliedern. Seit 1995 ist sie vor allem für den Bereich Musik verantwortlich. Sie installierte die Konzertreihe Junges Fenster für Musiker aller Kategorien, mit 23 Konzerten in vier Jahren. Zu den musikalischen Highlights zählten auch ein Benefizkonzert des Jugendchores der Dresdner Philharmonie zum Wiederaufbau der Dresdner Frauenkirche sowie 2001 die Durchführung einer Stadtteilwoche für Kulturelles und Kulinarisches unter Einbeziehung der gesamten Bürgerschaft mit unzähligen Veranstaltungen.
2006 entstand Peter und der Wolf von S. Prokofiew als Bilderbuch (Illustrationen Andrea Vogt) mit CD (in einer Aufnahme des Meerbuscher Orchesters unter Leitung von Reinhart von Gutzeit aus dem Jahr 1974). Sprecherin: Ingrid Kuntze. Die kleine Auflage war sofort vergriffen.
2007 initiierte und betreute Kuntze die Drucklegung der Finnländischen Volksweisen op. 27 zum 140. Geburtstag von Ferruccio Busoni in der Fassung für Kammerorchester von Franzpeter Goebels. Dieser Erstdruck (Partitur und Stimm-Material) wurde durch die Landesregierung NRW in Zusammenarbeit mit dem Meerbuscher Kulturkreis gefördert. Lektorat: Wolfgang Richter.
Seit 2003 ist Ingrid Kuntze auch als Kuratorin aktiv. Sie organisierte mehrere Ausstellungen mit Werken von Hans Paul Gestermann (Stationen eines Lebens. 100. Geburtstag des verstorbenen Künstlers Gestermann, 15. bis 23. Februar 2003, Teloy-Mühle Meerbusch oder Lebensbilder – Ausstellung Hans Paul Gestermann, 29. Mai bis 1. Juli 2017, Haus Lörick) sowie mit Arbeiten von Edith Strauch (2004) und Will Hanebal (2005) und gibt ein Werkverzeichnis des Bildhauers Wilhelm Hable heraus.
2013 erschien die CD Hinter dem Himmel schlafen die Märchen, mit der Märchenerzählerin Elisabeth Beckmann, Koordination und Texte: Ingrid Kuntze.

## Filme
- 1974 Aus der Arbeit einer Musikschule am Beispiel Meerbusch – eine 30-minütige Fernsehsendung von Ulrich Böhm im WDR III
- 1978 Acht Sendungen mit Musikschulgruppen im Freizeitmagazin des ZDF
- 1979 Sendung im WDR: Musikschulen unseres Landes stellen sich vor
- Mitwirkung mehrerer Ensembles im Musikschulfilm des Verbandes deutscher Musikschulen (VdM)

## Rundfunksendungen
- 1974 Rundfunkaufnahmen des WDR in Meerbusch: Das Meerbuscher Musikschul-Orchester unter Leitung von Reinhart von Gutzeit spielt die Londoner Sinfonie von Joseph Haydn. Uraufführung von Wolfgang Richters Mixed im WDR
- 1985 Der WDR/Abteilung Schulfunk berichtet über die Musikschule Meerbusch
- 1986 Halbstündige Rundfunksendung zum Thema Folklore in Meerbusch, WDR 3
- 1987 Mitschnitt eines Konzertes des Meerbuscher Kammerorchesters mit Tabea Zimmermann, Viola (Leitung Wolfgang Richter)
- 1992 Sendung und Interview mit Ingrid Kuntze zur Situation der Musikschule Meerbusch und der Musikschularbeit in NRW in der Musikszene West, WDR

## Diskografie
- 1985 Aufführung und Einspielung einer Schallplatte von Die Schöpfung von Joseph Haydn, Leitung Reinhardt Roebers unter Beteiligung mehrerer Chöre
- 1991 Edition einer Doppel-CD in Vorbereitung auf das Musikschul-Jubiläumsjahr 1992
- In den vorhergegangenen Jahren entstanden sieben Schallplatten aus der Musikschularbeit, u. a. Peter und der Wolf. Am 23. Oktober 1972 wurde während des Festkonzertes anlässlich des 10-jährigen Bestehens der Musikschule Meerbusch Karneval der Tiere aufgenommen und zu Weihnachten 2018 als CD neu gepresst.

## Publikationen
- Zahlreiche Artikel in Musikfachzeitschriften (NMZ, Das Orchester, Üben & Musizieren u. a.)
- Autorin des Artikels „Jugend und Folklore“ in „Folk und Liedermacher an Rhein und Ruhr“, 2002, Agenda Verlag, Reihe Musikland NRW, ISBN 3-89688-125-6
- Redaktion der Broschüre „Treffpunkt Musikschule“, Schriftenreihe des VdM, Bd. 20, ISBN 3-925574-16-6
- Zahlreiche Dokumentationen zur Arbeit der Musikschule Meerbusch, zu Jubiläen, besonderen Veranstaltungen, Arbeitswochen, sowie Programmhefte
- Redaktion der Dokumentation „Brückenschläge. Hans Paul Gestermann 1903 – 1989“, Meerbusch 2018
- 50 Jahre Musikschule Meerbusch. Kleine Chronik 1962 bis 1995
- Redaktionelle Mitarbeit bei der Dokumentation „40 Jahre Meerbuscher Kulturkreis e.V., 40 Jahre Engagement für Kunst und Kultur, 1980 – 2020“, Meerbusch 2020

## Presse
- Gudrun Mattern: LVR-Museum lädt zur Zeitreise in die 50er Jahre ein. In: Westdeutsche Allgemeine Zeitung. Funke Mediengruppe, 17. Januar 2015.
- Von weißen Nächten und Märchen. Der Meerbuscher Kulturkreis ist zurück aus Estland, extra-tipp-meerbusch, 22. Juli 2014
- Von Usbekistan nach Meerbusch, WZ 28. August 2014
- 100. Geburtstag des verstorbenen Künstlers Gestermann. Stationen eines Lebens, NGZ online, 31. Januar 2003
- Wolfgang Stumme: Eine Musikschule wirkt weit in die Region. Wettbewerb, Kulturpolitik, klare Konzepte: Die Musikschule Meerbusch. In: Neue Musikzeitung, Nr. 4, 1985.
- Günther Noll: Folklore-Gruppen als neues Forschungsfeld. Randbemerkungen zur Musikalischen Volkskunde. In: Mitteilungen des Instituts für Musikalische Volkskunde an der Pädagogischen Hochschule Rheinland Abteilung Neuss, Nr. 55/56, 1985, ISSN 0001-7965.
- Annette von Wangenheim: Die Tischharfe im Wettstreit mit der Drehleier. Erster Wettbewerb für Folkloregruppen in Nordrhein-Westfalen. In: Neue Musikzeitung, Nr. 3, 1981.